# Flughafen Kalamata

i8
i11
i13
Der Kalamata International Airport (griechisch Κρατικός Αερολιμένας Καλαμάτας, IATA-Code: KLX, ICAO-Code: LGKL) ist der Flughafen der griechischen Stadt Kalamata. Er liegt zwischen Kalamata und Messene an der Straße Pylos – Kalamata – Sparta. Die Start- und Landebahn ist rund 2,8 Kilometer lang (Nord-Süd-Ausrichtung).
Daneben nutzen die griechischen Luftstreitkräfte ihn als Militärflugplatz, die ihn insbesondere als Schulungszentrum nutzen.

## Geschichte
Der Flughafen Kalamata ist einer von 15 internationalen Verkehrsflughäfen in Griechenland. Sein Bau begann im Jahr 1960 als Ausweichbasis der NATO und nach seiner Eröffnung wurde das Kalamata Luft-Detachment, das dem 117. Kampfgeschwader unterstand.
Ab 1968 begann mit eigenen Finanzmitteln sein mit Ausbau zu einem Flugtrainingszentrum für die Kadetten der Luftwaffenakademie. Im März 1970 wurde dann die 120. Flugtrainingsgruppe aufgestellt und zwei Monate später verlegte die mit Fortgeschrittenentrainern des Typs T-33 ausgerüstete 362. Ausbildungsstaffel nach Kalamata. Im Mai 1971 kam die 361. Staffel hinzu, die zur Basisschulung mit T-37C ausgerüstet war.
Zwischen Februar 1976 und Januar 1977 erfolgte die Umrüstung der 362. Staffel auf die T-2E ein und die T-33 wurden außer Dienst gestellt. Im Mai 1977 verlegte mit der 363. Staffel eine dritte Staffel nach Kalamata, die ebenfalls die T-2E erhielt. Daraufhin wurde die 120. Gruppe im folgenden August in ein Geschwader umgruppiert.
1991 wurde die Basis um einen Zivilflughafen erweitert.
Die 361. Staffel des 120. Geschwaders erhielt Mitte 2000 die ersten T-6A. Bis zur Außerdienststellung der T-37 im Oktober 2002 wurde die Staffel vorübergehend in je eine für die beiden parallel genutzten Flugzeugtypen genutzt. Im Februar 2006 erhielt das Geschwader durch Teilung der 361. Staffel mit der 364. Staffel eine vierte fliegende Staffel.
Ein neues ziviles Terminal wurde 2009 eröffnet. Der zivile Bereich des Flughafens wurde im Jahr 2014 privatisiert.

## Militärische Nutzung
Der westlich der Start- und Landebahn gelegene militärische Bereich der Liegenschaft dient seit März 1970, anfangs lediglich als Gruppe, dem 120. Flugtrainingsgeschwader als Einsatzbasis. Dem Geschwader unterstehen zurzeit (2020) vier fliegende Staffeln.
- 361. Ausbildungsstaffel, ausgerüstet seit 2000 mit T-6A
- 362. Ausbildungsstaffel, ausgerüstet seit 1976 mit T-2E
- 363. Ausbildungsstaffel, ausgerüstet seit 1977 mit T-2E
- 364. Ausbildungsstaffel, ausgerüstet seit 2006 mit T-6A

Darüber hinaus befindet sich hier die Schule für Überlebenstraining.
Mit Hilfe Israels soll die Ausbildung in den 2020er Jahren modernisiert werden, wobei die T-6 modernisiert und die T-2 durch M-346 abgelöst werden sollen.

## Zivile Nutzung
Das zivile Terminal der Flughafens Kalamata befindet sich in der Südostecke des Areals. Der Platz wird hauptsächlich während der Sommermonate von einigen Fluggesellschaften genutzt.
Ganzjährig besteht mehrmals wöchentlich eine Linienflugverbindung von Olympic Air nach Thessaloniki, Griechenlands zweitgrößter Stadt. Des Weiteren gibt es Direktverbindungen von Condor zu den deutschen Flughäfen Düsseldorf, Frankfurt, Hamburg und München, die schon ab Ende Februar angeflogen werden. Die griechische Fluggesellschaft Aegean Airlines besitzt eine saisonale Basis am Flughafen Kalamata. Weitere Fluggesellschaften, die nach Kalamata fliegen, sind Austrian Airlines, British Airways, Easyjet, Edelweiss Air, Lauda, Ryanair, Swiss, Transavia und TUI Airlines Belgium.